# 완화 시간
물리계가 비평형 상태에서 평형 상태로 변화하는 것을 완화(緩和, relaxation)이라고 부른다. 이 때, 완화에 걸리는 시간을 완화 시간(緩和時間, relaxation time)이라고 부른다.

## 볼츠만 운송 방정식
전자의 파동 벡터가 {\displaystyle {\vec {k}}}일 때, 외부에서 field {\displaystyle {\vec {F}}}를 걸어주면 전자는 다음과 같은 식을 만족하며 변한다.
{\displaystyle \hbar {\frac {d{\vec {k}}}{dt}}={\vec {F}}}
t초일 때 위치가 {\displaystyle {\vec {r}}}, 파동 벡터가 {\displaystyle {\vec {k}}}인 전자의 확률밀도함수를 {\displaystyle f({\vec {k}},{\vec {r}},t)}로 나타내고 이를 전자의 분포함수라고 부른다.
우선 전자의 상태가 산란되지 않고 외부에서 가해준 힘에 의해서만 변한다고 가정하면 전자는 dt 이후에 위치는 {\displaystyle r+{\dot {r}}dt}, 파동 벡터는 {\displaystyle k+{\dot {k}}dt}인 상태가 되므로 역으로 {\displaystyle r-{\dot {r}}dt}, {\displaystyle k-{\dot {k}}dt} 인 상태가 dt초 후에 {\displaystyle f({\vec {k}},{\vec {r}},t)}인 상태로 변한다고 볼 수 있다.
따라서 분포함수의 변화율은 다음과 같다.
{\displaystyle ({\frac {df}{dt}})_{drift}=[f(k-{\dot {k}}dt,r-{\dot {r}}dt,t-dt)-f(k,r,t)]/dt}
이는 연속적인 전자의 흐름과 관계되므로 표류기간이라고 부른다.
{\displaystyle f(k-{\dot {k}}dt,r-{\dot {r}}dt,t-dt)}을 다음과 같이 테일러 전개하여
{\displaystyle f(k-{\dot {k}}dt,r-{\dot {r}}dt,t-dt)=f(k,r,t)-[{\dot {k}}\cdot {\frac {\partial f}{\partial k}}+{\dot {r}}\cdot {\frac {\partial f}{\partial r}}+{\frac {\partial f}{\partial t}}]dt\cdot \cdot \cdot }
이를 대입하면 표류기간은 다음과 같다.
{\displaystyle ({\frac {df}{dt}})_{drift}=-[{\dot {k}}\cdot \nabla _{k}f+v\cdot \nabla _{r}f+{\frac {\partial f}{\partial t}}]=-[{\frac {1}{\hbar }}(F\cdot \nabla _{k}f)+v\cdot \nabla _{r}f+{\frac {\partial f}{\partial t}}]}
한편, 전자는 충돌(collision)에 의한 분포함수의 변화율까지 고려해서 평형상태를 유지해야 하므로 표류에 의한 분포함수 변화율과 충돌에 의한 분포함수 변화율의 합은 0이어야 한다.
{\displaystyle ({\frac {df}{dt}})_{drift}+({\frac {df}{dt}})_{coll}=0}
따라서 충돌에 의한 분포함수 변화율 식은 다음과 같다.
{\displaystyle ({\frac {df}{dt}})_{coll}={\frac {1}{\hbar }}(F\cdot \nabla _{k}f)+v\cdot \nabla _{r}f+{\frac {\partial f}{\partial t}}}
이를 볼츠만의 운송 방정식이라 한다.

## 완화 시간
크리스탈이 uniform 하고 분포함수이 위치에 따라 무관하다고 가정하자.
이때 분포함수 f(k)는 k' 상태에서 k 상태로의 전이로 인해 증가하고, k 상태에서 k'상태로의 전이로 인해 감소한다.
이에 해당하는 단위 시간당 전이 확률을 각각 P(k',k), P(k,k')라 한다면 충돌 항은 다음과 같이 쓸 수 있다.
{\displaystyle ({\frac {df}{dt}})_{coll}=\sum _{k'}{P(k',k)f(k')[1-f(k)]-P(k,k')f(k)[1-f(k')]}}
여기서 {\displaystyle f(k')[1-f(k)]} term 은 전자가 k'상태에 존재하고 k 상태에 존재하지 않을 확률을 나타낸다.
Fermi level 이 conduction band의 bottom 에 놓여 있는 간단한 상황을 생각해보면 f(k)와 f(k')이 매우 작다고 할 수 있다.
이때 열적 평형에서의 distribution function을 {\displaystyle f_{0}(k)} 로 정의하면 collision에 의한 distribution function 변화율은 0이어야 하므로 다음의 관계식을 얻는다.
{\displaystyle P(k',k)f_{0}(k')=P(k,k')f_{0}(k)}
이를 이용하면 collision에 의한 distribution function 변화율은 다음과 같다.
{\displaystyle ({\frac {df}{dt}})_{coll}=-\sum _{k'}{P(k,k')[f(k)-f(k'){\frac {f_{0}(k)}{f_{0}(k')}}]}=-{\frac {V}{(2\pi )^{3}}}\int d^{3}k'P(k,k')[f(k)-f(k'){\frac {f_{0}(k)}{f_{0}(k')}}]}
여기서 V는 크리스탈의 부피이다.
외부 field 가 매우 작고 distribution function이 열적평형에 가까우며 scattering에 의한 에너지 변화가 매우 작은 탄성 충돌이라고 가정하면 다음의 식이 성립한다.
{\displaystyle f(k)=f_{0}(k)+f_{1}(k)}
{\displaystyle f_{1}(k)<<f_{0}(k)}
{\displaystyle f_{0}(k)\cong f_{0}(k')}
이를 통해 다음과 같은 식이 만족하므로
{\displaystyle ({\frac {df}{dt}})_{coll}=-f_{1}(k){\frac {V}{(2\pi )^{3}}}\int d^{3}k'P(k,k')[1-{\frac {f_{1}(k')}{f_{1}(k)}}]\equiv -{\frac {f_{1}(k)}{\tau (k)}}\equiv -{\frac {f(k)-f_{0}(k)}{\tau (k)}}}
collision의 relaxation time을 다음과 같이 정의할 수 있다.
{\displaystyle {\frac {1}{\tau (k)}}={\frac {V}{(2\pi )^{3}}}\int d^{3}k'P(k,k')[1-{\frac {f_{1}(k')}{f_{1}(k)}}]}
한편, relaxation time approximation 을 이용하여 Boltzmann transport equation 은 다음과 같이 relaxation time으로 표현할 수 있고
{\displaystyle {\frac {1}{\hbar }}(F\cdot \nabla _{k}f)+v\cdot \nabla _{r}f+{\frac {\partial f}{\partial t}}=-{\frac {f-f_{0}}{\tau }}}
공간적으로 uniform 하고 steady state 일 때 위 식은 다음과 같이 간단하게 나타낼 수 있다.
{\displaystyle {\frac {1}{\hbar }}(F\cdot \nabla _{k}f)=-{\frac {f_{1}}{\tau }}}
만약 외부에서 걸어주는 field 가 x 방향이라면
{\displaystyle f_{1}=-{\frac {\tau }{\hbar }}F_{x}{\frac {\partial f}{\partial k_{x}}}=-{\frac {\tau }{\hbar }}F_{x}{\frac {\partial f}{\partial E}}{\frac {\partial E}{\partial k_{x}}}=-\tau v_{x}F_{x}{\frac {\partial f}{\partial E}}}
위 식이 만족하고, 여기서 {\displaystyle v_{x}={\frac {\hbar k_{x}}{m*}}} 이고 m*는 전자의 effective mass이다.
{\displaystyle f=f_{0}+f_{1}}과 {\displaystyle f_{0}>>f_{1}}을 이용하면
{\displaystyle f_{1}=-\tau v_{x}F_{x}{\frac {\partial f_{0}}{\partial E}}}
로 근사할 수 있고 이 식을 relaxation time 식에 대입하면 다음과 같은 식을 얻게 된다.
{\displaystyle {\frac {1}{\tau (k)}}={\frac {V}{(2\pi )^{3}}}\int d^{3}k'P(k,k')[1-{\frac {k'_{x}}{k_{x}}}]={\frac {V}{(2\pi )^{3}}}\int d^{3}k'P(k,k')[1-cos\theta ]}
여기서 {\displaystyle \theta }는 k와 k'사이 각을 의미한다.

## 같이 보기
- 시간 상수

## 참고 문헌
- C. Hamaguchi, Basic Semiconductor Physics,Springer,pages 196-252